# Hawkwind (음반)
| 전문가 평가                       | 전문가 평가 |
| 평가 점수                         | 평가 점수   |
| 출처                              | 점수        |
| --------------------------------- | ----------- |
| Allmusic                          | [ 2 ]       |
| The Encyclopedia of Popular Music | [ 3 ]       |
| Head Heritage                     | (positive)  |

《Hawkwind》는 1970년 8월 14일, 리버티 레코드에서 발매된 영국의 스페이스 록 밴드 호크윈드의 자칭 데뷔 스튜디오 음반이다. 이 음반은 최초의 스페이스 록 음반 중 하나이기 때문에 역사적인 것이다.

## 녹음
밴드를 떠난 후 새로운 벤처를 찾던 프리티 씽즈의 기타리스트 딕 테일러는 호크윈드로 끌려가 몇몇 공연을 하고 이 음반을 프로듀싱했다. 스튜디오에서 밴드의 사운드를 캡처하려는 몇 번의 시도 끝에, 스튜디오에서 라이브로 녹음하기로 결정했다.

## 커버 아트
커버는 여러 마리의 용의 형상이 나뭇잎 더미에서 나오는 것을 보여주는 판타지 그림으로 밴드 이름도 표기되어 있다. 앞면에는 사람 팔로 용의 머리를 표현하고 뒷면에는 선글라스를 낀 운전자가 자동차로 용의 머리를 표현하고 있다.
이 음반의 광고는 《Hawkwind Is Space Rock》이라고 선언했다.

## 곡 목록
모든 곡들은 특별한 언급이 없는 한 데이브 브록에 의해 작사/작곡하였다.
| #  | 제목                  | 재생 시간 |
| -- | --------------------- | --------- |
| 1. | 〈Hurry On Sundown〉  | 4:50      |
| 2. | 〈The Reason Is?〉    | 3:30      |
| 3. | 〈Be Yourself〉       | 8:09      |
| 4. | 〈Paranoia — Part 1〉 | 1:04      |

| #  | 제목                            | 재생 시간 |
| -- | ------------------------------- | --------- |
| 5. | 〈Paranoia — Part 2〉           | 4:11      |
| 6. | 〈Seeing It as You Really Are〉 | 10:43     |
| 7. | 〈Mirror of Illusion〉          | 7:08      |

| #   | 제목                        | 작사·작곡   | 재생 시간 |
| --- | --------------------------- | ----------- | --------- |
| 8.  | 〈Bring It On Home〉        | 윌리 딕슨   | 3:18      |
| 9.  | 〈Hurry On Sundown (데모)〉 |             | 5:06      |
| 10. | 〈Kiss of the Velvet Whip〉 |             | 5:28      |
| 11. | 〈Cymbaline〉               | 로저 워터스 | 4:04      |